# ییژینا بوهدالووا
ییژینا بوهدالووا (چکی: Jiřina Bohdalová؛ زادهٔ ۳ مهٔ ۱۹۳۱) بازیگر و صداپیشه اهل جمهوری چک است.
از فیلم‌ها یا مجموعه‌های تلویزیونی که وی در آن‌ها نقش داشته است می‌توان به «عمهٔ جاویدان» (۱۹۶۷) اشاره نمود.